# Кен Лиу
Кен Лиу (на английски: Ken Liu, на китайски: 刘宇昆) е китайско-американски програмист, адвокат, преводач от китайски на английски, поет и писател на произведения в жанра научна фантастика и фентъзи. Носител на наградите „Локус“, „Хюго“, „Небюла“, „Сайдлайз“, „Фантлаб“, и „Световната награда за фентъзи“.

## Биография и творчество
Кен Лиу е роден през 1976 г. в Ланджоу, Китай. Ранното си детство прекарва при баба и дядо си в Китай. Майка му, получила докторска степен. по химия в САЩ, е фармацевт, докато баща му е компютърен инженер. Когато е 11-годишен, семейството му имигрира в САЩ. Отраства в Пало Алто, Калифорния, Стонингтън и Уотърфорд, Кънектикът. Завършва гимназия „Уотърфорд“ през 1994 г.
Следва английска филология и компютърни науки в Харвардския университет, който завършва с бакалавърска степен през 1998 г. След дипломирането си работи като софтуерен инженер за „Майкрософт“, а след това работи за стартираща компания в Кеймбридж, Масачузетс. През 2004 г. получава диплома по право от Харвардския юридически факултет. Работи като корпоративен адвокат, специализирайки се като консултант по съдебни спорове в областта на високите технологии.
Започва да публикува художествена литература през 2002 г. Първият му разказ „Carthaginian Rose“ (Картагенска роза) е публикуван в сборника „Phobos Science Fiction Anthology Volume 1“. В продължение на години негови разкази са публикувани в списанията F&SF, Asimov's Science Fiction, Analog, Lightspeed, Clarkesworld, и други списания, а така също в няколко антологии. По-късно се насочва към епичните фантастични романи.
Първият му роман „The Grace of Kings“ от поредицата „Династията на Глухарчетата“ е издаден през 2015 г. Главните герои, хитрия и очарователен бандит Куни Гару и строгата и безстрашна Мата Зинду – дъщеря на свален херцог, са две противоположности, но съюзници във въстанието срещу императора по времето на династия Хан. След поредица от приключения и сражения срещу видни военнослужещи в армията, дирижабли, и магьосници, императорът е свален, но те се оказват лидери на отделни фракции с различни идеи за управление, за законност и справедливост. Романът е удостоен с наградата „Локус“ и е отличен като един от 100-е най-добри фентъзи книги за всички времена. Определен е като начало на нов жанр наречен силкпънк – смесица от фентъзи и технологии, вдъхновени от прототипи от античността на Източна Aзия.
Дебютният му сборник „Хартиената менажерия и други разкази“ е публикуван през 2016 г. Разказът му „Хартиената менажерия“ е първото художествено произведение спечелило едновременно наградите „Небюла“, „Хюго“ и „Световната награда за фентъзи“. Отделно разказът му „Моно но аваре“ печели наградата „Хюго“ през 2013 г.
Писателат прави преводи на научна фантастика и социалнопсихологически разкази от китайски на английски. Изнася лекции на конференции и университети по различни теми, включително футуризъм, криптовалута, история на технологиите, букмейкъри, математика на оригами и други теми от своя опит. Участва в множество медийни адаптации на своите произведения.
Кен Лиу живее със семейството си в Куинси, Масачузетс.

## Произведения

### Серия „Династията на Глухарчетата“ (Dandelion Dynasty)
1. The Grace of Kings (2015) – награда „Локус“
2. The Wall of Storms (2016)
3. The Veiled Throne (2021)

### Серия „Далеч“ (Faraway)
1. The Cleaners (2020)

### Участие в общи серии с други писатели

#### Серия „Претворения Оз“ (Oz Reimagined)
The Veiled Shanghai (2013)
от серията има още 15 романа от различни автори

#### Серия „Пътуване до Междузвездни войни: Последните джедаи“ (Journey to Star Wars: The Last Jedi)
* The Legends of Luke Skywalker (2017)
от серията има още 3 романа от различни автори

### Сборници
- The Paper Menagerie and Other Stories (2016) – награда „Локус“, награда „Фантлаб“
Хартиената менажерия и други разкази, изд. „Еуниката“ (2017), прев. Тодор Кенов,
Съдържа: Как някои разумни видове създават книги; Хартиената менажерия – награда „Хюго“, награда „Небюла“, световна награда за фентъзи, Промяна на състоянието; Идеалната комбинация; Наслука; Литеромант; Симулакрум; Редовен клиент; Илюстрована книга по сравнително познание за напреднали читатели; Вълните; Моно но аваре – награда „Хюго“, награда „Фантлаб“; Всички вкусове; Кратка история на транстихоокеанския тунел; Майсторът на съдебните спорове и царят на маймуните; Човекът, който сложи край на историята
- The Hidden Girl and Other Stories (2020)

### Разкази
частично представяне
- Carthaginian Rose (2002)
- Gossamer (2003)
- The Algorithms for Love (2004) also appeared as:
- Variant: Algorithms for Love (2012)
- State Change (2004)
- Beneath the Language (2007)
- Single-Bit Error (2009)
Грешка в един бит, ел. сп. „Сборище на трубадури“ (2019), прев. Стоян Христов
- Běidŏu? (2010)
- The Literomancer (2010)
- Hark! Listen to the Animals (2011) – с Лиза Танг Лиу
- Tying Knots (2011)
- Saving Face (2011) – с Шели Ли
- The Hidden Girl (2017)
”Скритото момиче” в „Книга на мечовете“, изд.: ИК „Бард“, София (2018), прев. Иван Иванов
- Quality Time (2018)
- Cosmic Spring (2018)
- A Chase Beyond the Storms (2020)
- Grey Rabbit, Crimson Mare, Coal Leopard (2020)
- Idols (2020)
- A Whisper of Blue (2020)

### Екранизации
- 2016 Beautiful Dreamer – късометражен, по разказ, продуцент
- 2017 Real Artists – късометражен, по разказ
- 2019 Истината, La vérité – по разказ, продуцент
- ?? Pantheon – тв сериал, 2 епизода, продуцент

### Преводи
- The Three-Body Problem (Трите тела) – на Лиу Цъсин
- The Fish of Lijiang – на Чен Киуфан
- Waste Tide – на Чен Киуфан
- Vagabonds – на Hao Джингфанг
- Death's End – на Лиу Цъсин
- The Redemption of Time – на Баошу